# Kiyohiko Ushihara
Kiyohiko Ushihara (牛原 虚彦, Ushihara Kiyohiko, 2 mars 1897 - 20 mai 1985) est un réalisateur et scénariste japonais, surtout connu pour ses gendaigeki de l'époque du cinéma muet.

## Biographie

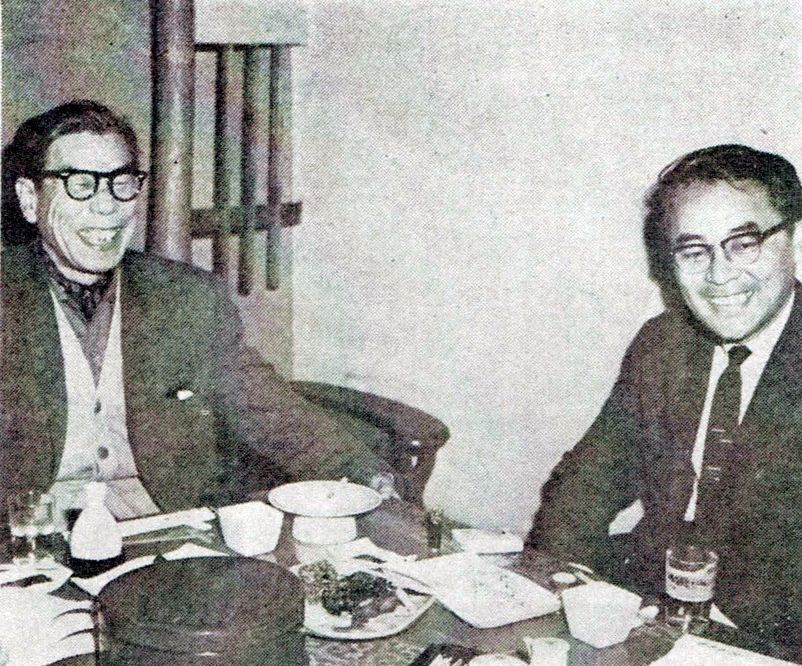
Kiyohiko Ushihara (à gauche) et son fils Yōichi en 1963.

Né dans la préfecture de Kumamoto et diplômé de l'université de Tokyo, Ushihara rejoint le studio Shochiku en 1920 à l'invitation de Kaoru Osanai. Il fait ses débuts en participant à l'écriture du scénario du film Âmes sur la route de Minoru Murata inspiré de Gorki. Il entame sa carrière de réalisateur en 1921 et dirige plus tard des adaptations d’œuvres telles que  Les Misérables de Victor Hugo sous le titre Aa mujō,.
En 1926, il se rend aux États-Unis pour étudier les méthodes de réalisation d'Hollywood où il travaille sous la direction de Charlie Chaplin,. Il rentre au Japon pour réaliser des comédies romantiques et des films d'action mettant en scène Denmei Suzuki et Kinuyo Tanaka tels que la trilogie Lui et Tokyo (彼と東京, Kare to Tōkyō, 1928), Lui et la campagne (彼と田園, Kare to den'en, 1928) et Lui et la vie (彼と人生, Kare to jinsei, 1929) qui sont des succès ou encore L'armée avance (進軍, Shingun, 1930), un film à gros budget ayant nécessité plus d'un an de tournage, destiné à célébrer le dixième anniversaire de l'entrée de la Shōchiku dans la production cinématographique.
Entre 1928 et 1932, il co-édite la revue Eiga kagaku kenkyū (« Études scientifiques du cinéma ») en compagnie de Minoru Murata. Il quitte la Shōchiku au début des années 1930 et travaille avec des studios tels que Nikkatsu, Shinkō Kinema et Daiei.
Il cesse la réalisation de films après la Seconde Guerre mondiale et commence à enseigner la technique de réalisation auprès d'institutions telles que l'université Nihon. En 1959, il est membre du jury du premier festival international du film de Moscou. Quatre ans plus tard, il fait partie du jury du troisième festival international du film de Moscou et en 1965 il est de nouveau membre de la quatrième édition de ce même festival.
Kiyohiko Ushihara a réalisé plus de 100 de films et écrit 26 scénarios entre 1921 et 1949.
Son fils, Yōichi Ushihara, est également réalisateur.

## Filmographie partielle

### Réalisateur
- 1921 : Yama kururu (山暮るる?)
- 1921 : Dangai (断崖?)
- 1921 : Noroi no kinkō (呪いの金鉱?)
- 1921 : Yama e kaeru (山へ帰る?)
- 1921 : Kenbu no musume (剣舞の娘?)
- 1922 : Omoide no uta (想出の唄?)

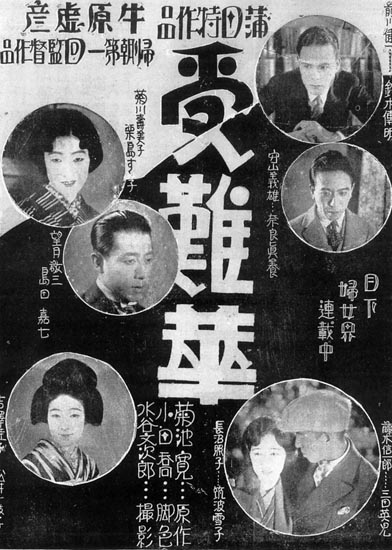
Affiche de Junan bana (1926).

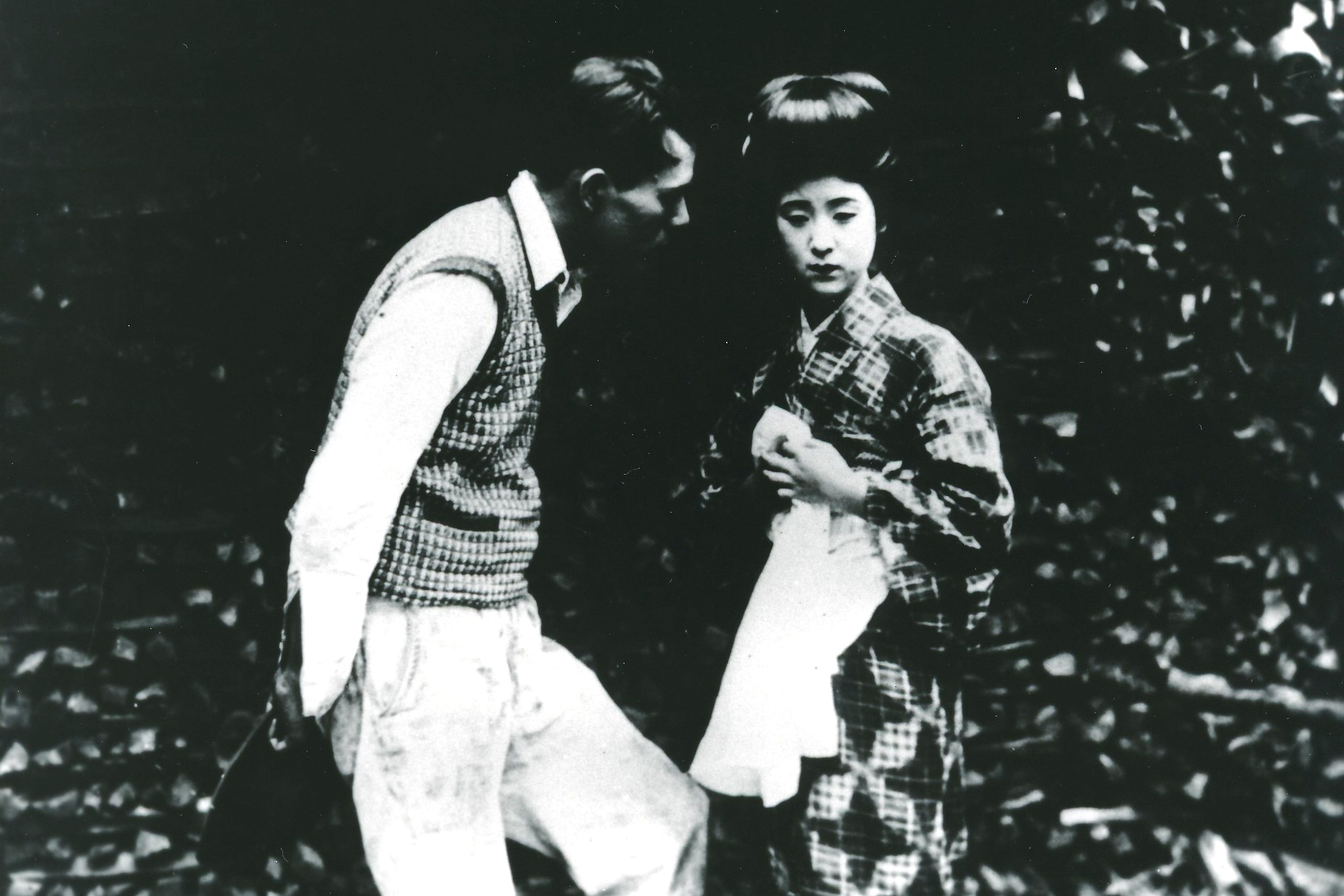
Denmei Suzuki et Kinuyo Tanaka dans Lui et la campagne (1928).

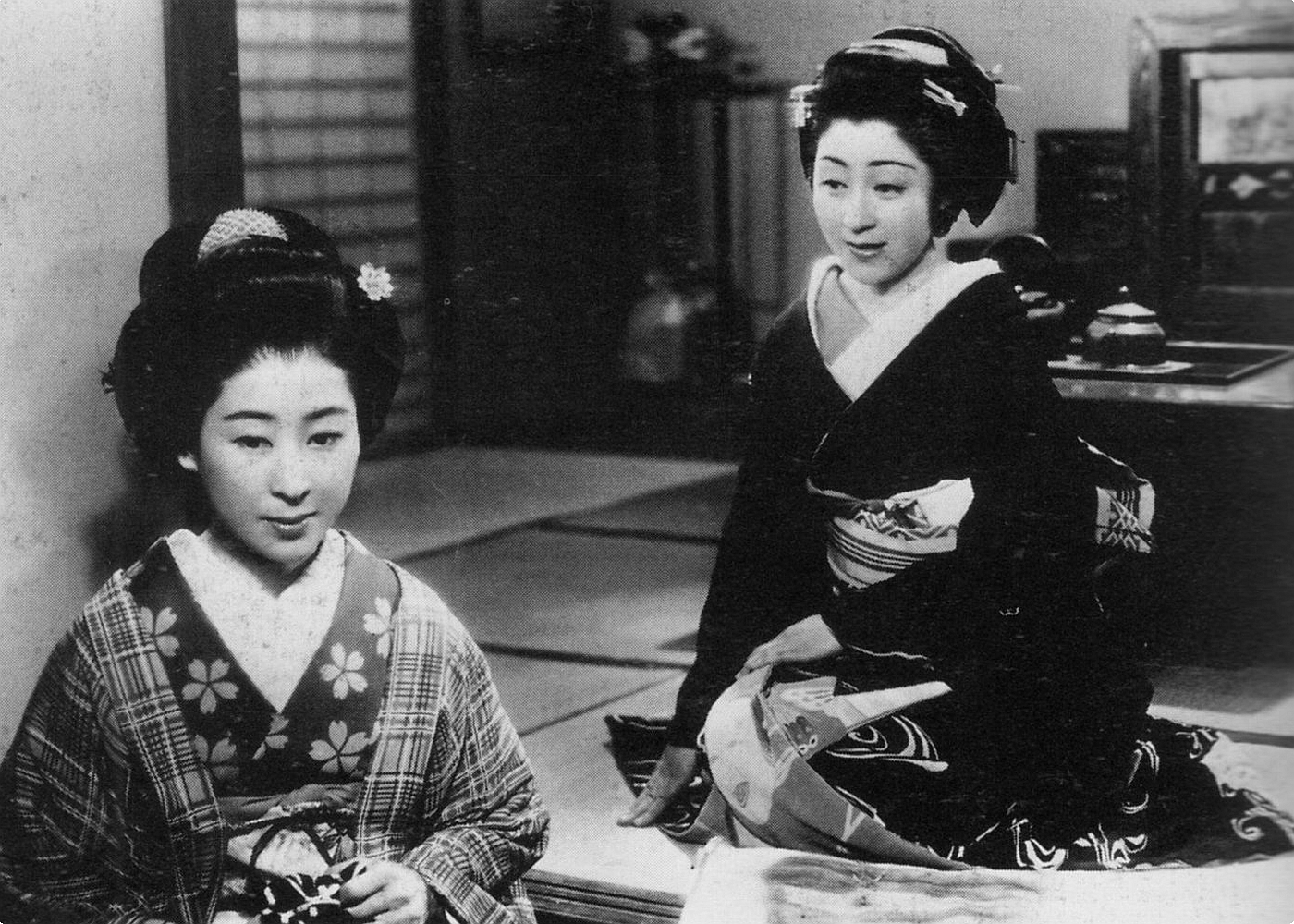
et dans Ishin no kyoku (1942).

- 1923 : Les Misérables I (噫無情 第一篇 放浪の巻, Ā mujō - Daiippen: Hōrō no maki?)[10],[11]
- 1923 : Minuit dans une grande ville III (大東京の丑満時 第三篇 怪異の巻, Dai Tōkyō no ushimitsudoki - Daisanhen: Kaī no maki?)[12]
- 1924 : Kanji no yoi eigashū: Hoshi (感じの好い映画集 星?)
- 1924 : Kurokawa hakase (黒川博士?)
- 1924 : Seki no gohon matsu (関の五本松?)
- 1924 : Yubiwa (指輪?)
- 1925 : Natsukashi no Kamata (懐かしの蒲田?)[13]
- 1925 : La terre sourit (大地は微笑む, Daichi wa hohoemu?) co-réalisé avec Yasujirō Shimazu
- 1925 : Koi no senshu (恋の選手?)
- 1925 : Koi no eikan (恋の栄冠?)
- 1925 : Zōge no tō (象牙の塔?) (film en trois parties[14])
- 1925 : Nogi taishō (乃木大将?)
- 1926 : Junan bana (受難華?)[15]
- 1927 : Shōwa jidai (昭和時代?)
- 1927 : Mura no ninki mono (村の人気者?)
- 1927 : Kaihin no joō (海浜の女王?)
- 1928 : Kindai musha shugyō (近代武者修行?)
- 1928 : L'Âge de l'émotion (感激時代, Kangeki jidai?)
- 1928 : Lui et Tokyo (彼と東京, Kare to Tōkyō?)
- 1928 : Lui et la campagne (彼と田園, Kare to den'en?)
- 1928 : Le Roi de la Terre (陸の王者, Riku no ōja?)
- 1929 : Lui et la vie (彼と人生, Kare to jinsei?)
- 1929 : Daitokai: Rōdō-hen (大都会 労働篇?)
- 1929 : Yama no gaika (山の凱歌?)
- 1930 : L'armée avance (進軍, Shingun?)[5]
- 1930 : Daitokai: Bakuhatsu-hen (大都会 爆発篇?)
- 1930 : Wakamono yo naze naku ka (若者よなぜ泣くか?)
- 1933 : Mirai-ka: Zengo-hen (未来花 前後篇?)
- 1933 : Daigaku no uta (大学の歌?)
- 1933 : Tōkyō-sai (東京祭?)
- 1934 : Kokoro no taiyō: Zengo hen (心の太陽 前後篇?)
- 1934 : Seiki no aozora (世紀の青空?)
- 1936 : Furusato no uta (ふるさとの歌?)
- 1936 : Machi no enkashi (街の艶歌師?)
- 1936 : Gogo no haru (五々の春?)
- 1936 : Suri no ie (掏摸の家?)
- 1936 : Ani no tanjō bi (兄の誕生日?)
- 1936 : Bōfū (暴風?) co-réalisé avec Jun Murakami
- 1938 : Le Mystère du shamisen hanté (怪猫謎の三味線, Kaibyō nazo no shamisen?)[16]
- 1942 : Ishin no kyoku (維新の曲?)
- 1943 : Gengis Khan (成吉思汗, Jingisu Kan?) co-réalisé avec Sadatsugu Matsuda
- 1947 : Itsu no hi ka hana sakan (いつの日か花咲かん?)
- 1948 : Dare ni koisen (誰に恋せん?)
- 1949 : Niji otoko (虹男?)
- 1963 : Tōkyō orinpikku e no michi (東京オリンピックへの道?) (documentaire)

### Scénariste
- 1921 : Âmes sur la route (路上の霊魂, Rojo no reikon?) de Minoru Murata

## Distinctions

### Décoration
- 1965 : Médaille au ruban pourpre

### Récompense
- 1985 : prix spécial pour l'ensemble de sa carrière aux Mainichi Film Awards[17]